# Stockmachermuseum Lindewerra

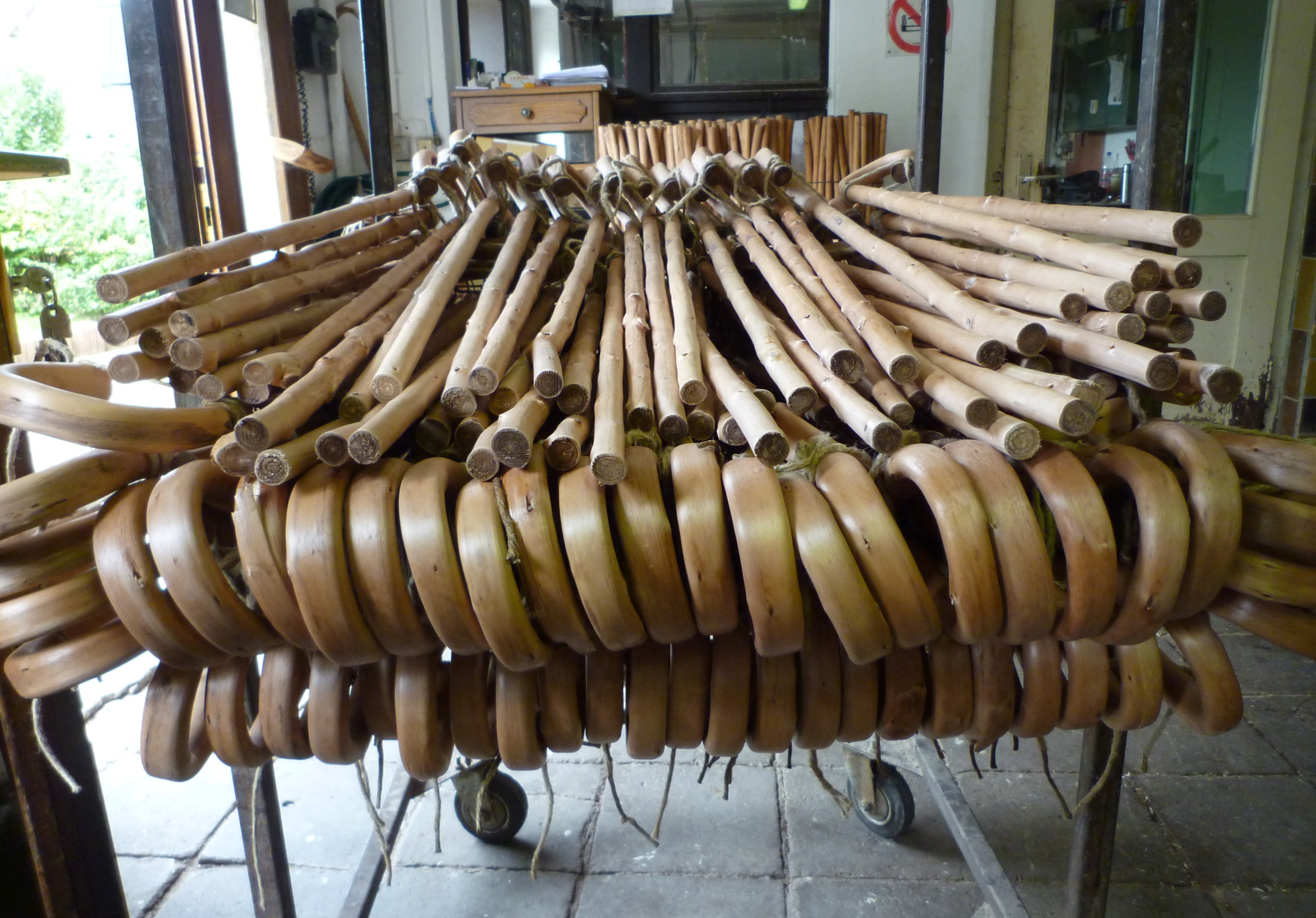
Stöcke nach dem Biegen (2011)

Das Stockmachermuseum ist ein Museum in der Ortschaft Lindewerra im Landkreis Eichsfeld in Nordwestthüringen unmittelbar an der Landesgrenze zum hessischen Werra-Meißner-Kreis.

## Stockmacherhandwerk in Lindewerra
Der Stockmacher Wilhelm Ludwig Wagner aus Eddigehausen bei Göttingen brachte 1836 das Stockmacherhandwerk nach Lindewerra.

Auf dem Höheberg gab es einen Hauwald im Gemeindebesitz mit vielen Eichenbäumen, deren Schösslinge regelmäßig für die Lohgerberei abgehauen und geschält wurden. Die entrindeten Schösslinge konnten somit billig und in großer Zahl für die Stockherstellung beschafft werden. 1860 waren in Lindewerra sechs gewerbsmäßige Stockmacher verzeichnet und 1915 waren es bereits 15 Familienbetriebe. In den 1920er Jahren wurden bis 500.000 Stöcke produziert. Fast jede Familie im Ort hatte mit der Stockherstellung direkt oder indirekt zu tun. In der DDR schlossen sich die Stockmacher 1951 in der Einkaufs- und Liefergenossenschaft des holzverarbeitenden Handwerks im Kreis Heiligenstadt zusammen. Nach 1990 wurde die Stockproduktion als Stockmanufaktur Lindewerra weitergeführt.
Heute gibt es nur noch wenige Stockmacher in Lindewerra und einigen benachbarten Orten im Werratal.

## Museum
Das Museum wurde 1980 in einer ehemaligen Stockmacherwerkstatt eröffnet. Es zeigt alle Geräte und Einrichtungen vom Lager über die Werkstatt bis zum Backhaus sowie Dokumente und Bilder rund um die Stockherstellung. Etwa 32 Arbeitsschritte sind vom Rohling bis zum fertigen Stock erforderlich.
In einer Ausstellung werden die verschiedensten Stockarten gezeigt: Wander-, Spazier-, Jagd- und Krankenstöcke, aber auch seltene Produkte wie ein Marktroller.
Mitglieder des Heimatvereins Lindewerra betreuen das Museum.